# Campeonato de Fútbol de Costa Rica 1961 Fedefutbol
El Campeonato de Fútbol de 1961, fue la edición número 41 de Liga Nacional de Fútbol de Costa Rica en disputarse, organizada por la FEDEFUTBOL. Fue nulo hasta 1999, que con la creación de la UNAFUT, pasó a ser la edición número 42 del torneo.
Con la expulsión de la FEDEFUTBOL de los 5 principales equipos del país, la Federación de Fútbol decidió realizar el campeonato con los únicos 2 equipos que le quedaron más el campeón de Segunda División de ese entonces.
El torneo se jugó entre el 25 de junio y terminó el 6 de agosto de 1961, El Carmen F.C., obtuvo el campeonato de forma invicta, pero se le depojó del campeonato al regresar los 5 equipos a la FEDEFUTBOL en noviembre de 1961, con lo que el campeonato quedó como no oficial hasta 1999. y los 3 equipos restantes y 3 equipos más de la Segunda División disputaron el ascenso en una hexagonal para determinar quién permanecía en la Liga Superior, al final ganada por el Uruguay.
Sociedad Gimnástica Española desciende para nunca más volver a Primera División.

## Equipos participantes
| Provincia | N.º | Equipos                       |
| --------- | --- | ----------------------------- |
| San José  | 2   | Uruguay y Gimnástica Española |
| Alajuela  | 1   | El Carmen                     |

## Formato del Torneo
El torneo disputado a dos vueltas. Los equipos debían enfrentarse todos contra todos. El campeón sería el que acumulara más puntos al final de campeonato. 

## Tabla de posiciones
| Equipo | Pts | PJ | PG | PE | PP | GF | GC | DG |
| --- | --- | -- | -- | -- | -- | -- | -- | -- |
| El Carmen F.C. | 7   | 4  | 3  | 1  | 0  | 9  | 3  | +6 |
| Club Sport Uruguay de Coronado | 4   | 4  | 1  | 2  | 1  | 8  | 5  | +3 |
| Sociedad Gimnástica Española | 1   | 4  | 0  | 1  | 3  | 3  | 12 | -9 |
| Pts – Puntos; PJ – Partidos Jugados; PG - Partidos Ganados; PE - Partidos Empatados; PP - Partidos Perdidos; GF – Goles a Favor; GC – Goles en Contra; DG – Diferencia de Goles |     |    |    |    |    |    |    |    |

|  |                  |
|  | Campeón Nacional |

| Campeón El Carmen F.C. Campeonato #1 |

## Goleadores
| Jugador          | Equipo    | Goles |
| ---------------- | --------- | ----- |
| Jorge Bolaños    | El Carmen | 2     |
| Eduardo Meléndez | Uruguay   | 2     |
| José Chito Soto  | El Carmen | 2     |

## Descenso
| Descenso campeonato 1961      | Descenso campeonato 1961             |
| ----------------------------- | ------------------------------------ |
| Descendido a Segunda División | El Carmen F.C. y Gimnástica Española |
| Ascenso a Primera División    | No hubo.                             |

## Torneos
| Predecesor: Campeonato 1961 (ASOFUTBOL) | Liga Nacional de Fútbol de Costa Rica Campeonato 1961 FEDEFUTBOL | Sucesor: Campeonato 1962 |